# Díszmadár
Díszmadaraknak a kedvtelésből tartott madarakat nevezzük.

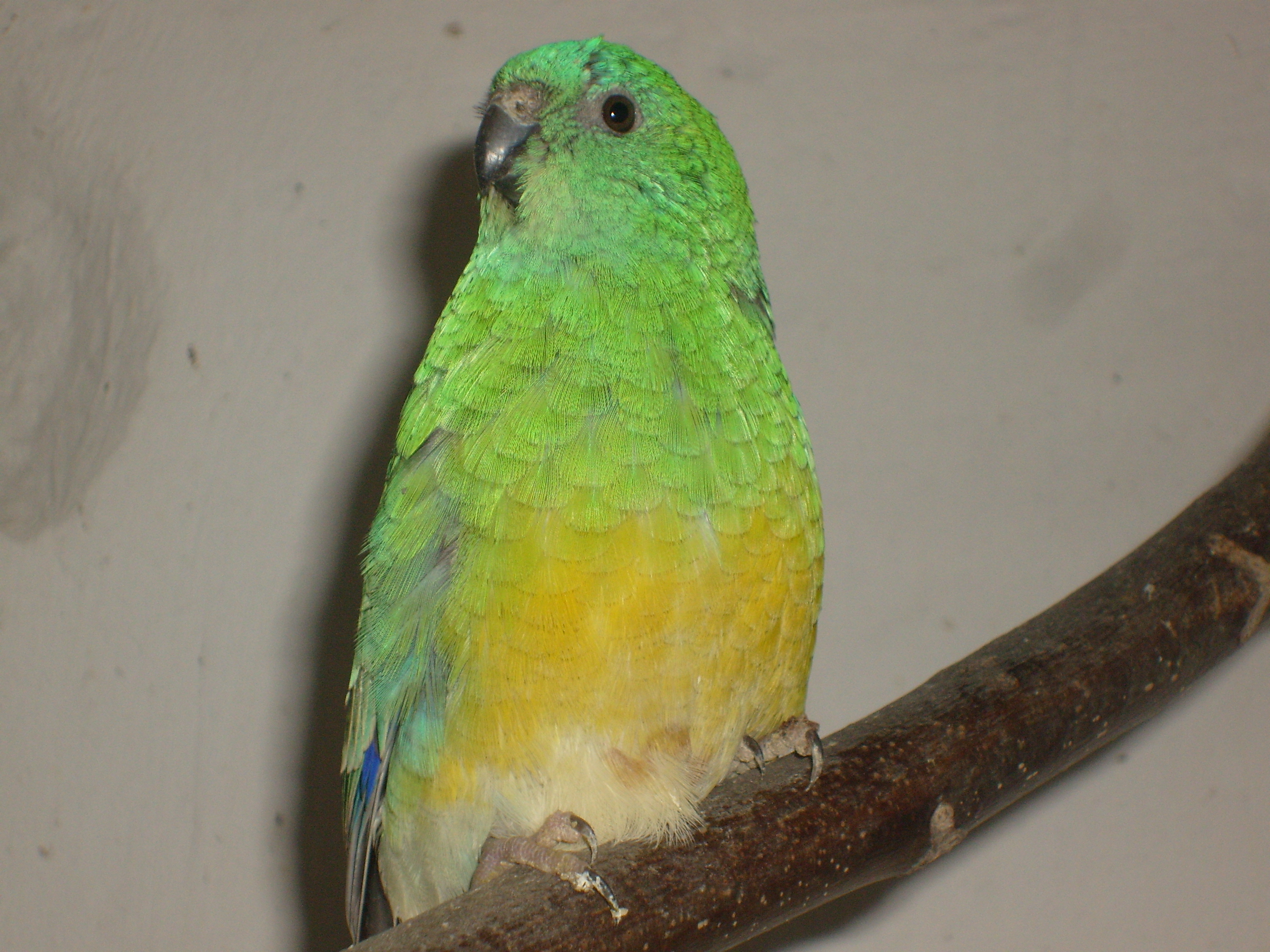
Énekes papagáj, egy közkedvelt díszmadár

## Felosztásuk
Tágan értelmezve két fő csoportjukat különböztetjük meg:
1. Kitenyésztett fajta, változat, amelyet nem gazdasági haszon nyerése céljából, hanem a maga gyönyörködtetésére hozott létre az ember. Ezek a szabad természetben nem fordulnak elő (például: malinois kanári, Gould-amandina színváltozatok, komáromi keringő galamb, burmai törpetyúk, thüringiai fecskegalamb), sőt többségük az emberi gondoskodás nélkül nem is volna képes megélni szabadon.
2. Olyan fajok, amelyeket az ember a szépségük, a hangutánzó képességük, az énekük vagy bizarr kinézetük, illetve más érdekességük miatt ejt fogságba, tart és/vagy tenyészt. Közülük kerülnek ki azok, amelyek elindíthatóak a háziasítás rögös útján, s amelyek bírják az ember által biztosított körülményeket, azok átkerül(het)nek az első csoportba. Ilyen például nálunk a szarka, mely fészekből kilopott fiókák ember általi felnevelését jelenti hobbi célból. Itt rendszerint nem cél a szaporítás, hanem a szarka esetében a beszédre tanítás. Régebben befogott pintyfélék sokasága volt kalitban, ezeket énekükért vagy a kanárival való keresztezés céljából tartották - ma már a tiltó jogszabályok miatt erre egyre kevesebben vállalkozhatnak.

## DíszmadarakMagyarországon
Szűken értelmezve díszmadár alatt hazánkban az ember által fogságban tartott 
- papagájokat,
- kanárikat,
- pinty- és díszpintyféléket
- gyümölcs- és lágyevő madarakat továbbá az
- egzotikus galambokat értik,

de ez a felosztás is eléggé önkényes, a rendszertani határokat a legkevésbé sem veszi figyelembe, inkább a tartási, takarmányozási hasonlóságokra koncentrál, miközben rögtön zavar támad, ha az amúgy értelemszerűen a papagájok közé tartozó lórikra gondolunk.
Ebben a felosztásban a kínai törpefürjnek sincs helye, illetve a 3. csoportba további családokba tartozó fajok kerülnek viszonylag ad hoc-szerűen.

## Egyesületek
Lényegében azért minden díszmadártartó megtalálja az érdeklődésének megfelelő helyét annak a három csoportnak valamelyikében, amelyre valamennyi díszmadaras egyesület nagyjából felosztható:
- papagájosok
- kanárisok
- egzotások

A papagájosok között érthető okokból magas falak emelkednek a sztenderd hullámossal illetve a lórikkal vagy más papagájokkal foglalkozók között, mégis - érdekes módon - a legegységesebbnek vélhető kanáris csoportban a legmarkánsabbak a határok. Tudniillik egészen más szempontok vezetik az énekkanári-tartókat, a keresztezésekkel foglalkozókat, hogy a színkanári- és az alakkanári-tenyésztőkről ne is beszéljünk. A probléma azért nem éleződik, mert mind a négy irányzat leszálló ágba került.
Nyugaton más szempontok érvényesülnek, s ez lassan nálunk is érzékelteti hatását. Nagy üzlet a washingtoni egyezmény által érintett "slágerfajok", a státuszszimbólumként is számításba vehető nagypapagájok üzemszerű szaporításában van s ez óhatatlanul elvezet az úgynevezett listás fajokat tartók elkülönüléséhez.